# Réponse aux injures et calomnies

Réponse aux injures et calomnies (précisément Réponse aux injures et calomnies de je ne sais quels prédicants et ministres de Genève) est une œuvre de Pierre de Ronsard adressée aux calvinistes en 1563. Ceux-ci l'avaient vertement attaqué après la publication de son Discours sur les misères de ce temps, ainsi que de sa Remontrance au peuple de France, où il défendait le catholicisme.